# Lispinodes germanus
Lispinodes germanus är en skalbaggsart som beskrevs av Sharp 1908. Lispinodes germanus ingår i släktet Lispinodes och familjen kortvingar. Inga underarter finns listade i Catalogue of Life.